# Кисломолочные продукты
Кисломоло́чные проду́кты (молочноки́слые проду́кты) — группа молочных продуктов, вырабатываемых путём ферментации из цельного молока млекопитающих (коров, овец, коз, кобыл и других) или его производных (сливок, обезжиренного молока и сыворотки).
Главной технологической особенностью изготовления кисломолочных продуктов является сквашивание путём введения в сырьё культур молочнокислых бактерий или дрожжей (самокваса или закваски). Часто перед производством кисломолочных продуктов используют предварительную пастеризацию или кипячение молока для исключения возможности развития жизнедеятельности находящихся в нём вредных микроорганизмов.

## Разновидности
Кисломолочные продукты делят на:
- продукты молочнокислого брожения (творог, сметана, простокваша, ряженка, варенец, ацидофилин, йогурт, некоторые сыры),
- продукты смешанного брожения, молочнокислого и спиртового (кефир, фруктовый кефир, ацидофильно-дрожжевое молоко, кумыс, курунга, шубат).

В первых бактерии расщепляют молочный сахар с образованием молочной кислоты, под действием которой казеин молока коагулирует (выпадает в виде хлопьев), в результате чего усваиваемость, по сравнению с молоком, значительно повышается.
В продуктах смешанного брожения наряду с молочной кислотой из молочного сахара образуются спирт, углекислый газ, летучие кислоты, также повышающие усваиваемость продукта. По содержанию белков и жира кисломолочные продукты почти не отличаются от цельного молока.
Также часто кисломолочные продукты обогащаются различными пробиотическими культурами. Самый известный пример — бифидок, который отличается от кефира добавлением бифидобактерий.

## Региональные разновидности
- Катык — кисломолочный продукт, получаемый в результате жизнедеятельности болгарской палочки. От обычной простокваши отличается тем, что во-первых, готовится из кипячёного молока (иногда из топлёного), во-вторых, готовый продукт получается более густым по консистенции. Наличие культуры болгарской палочки обеспечивается особой технологией приготовления.
  - Айран — разведённый водой катык.
  - Сузьма — продукт, получаемый путём отцеживания и нередко подсаливания катыка, фактически представляет собой концентрированный катык.
    - Курт — высушенная и подсолённая сузьма, иногда с добавкой перца.

- Тарак. От катыка отличается тем, что в его образовании участвует швейцарская палочка, развивающаяся в условиях высокогорья. Кроме того, этот вид продукта как правило делается из разных видов молока, что говорит о его возникновении среди преимущественно скотоводческих народов, у которых была необходимость использования остатков молока разных видов животных[источник не указан 2550 дней].